# Soredieus leermos
Soredieus leermos (Peltigera didactyla) is een korstmossoort uit de familie Peltigeraceae. Het komt voor op steen en de grond, en leeft in symbiose met Nostoc. Het komt voor in wegbermen, tuinen, begraafplaatsen en komt zelden voor in natuurgebieden.

## Determinatie

### Uiterlijke kenmerken
Soredieus leermos is een bladvormig korstmos met enkele, opstijgende lobben met ronde soralen. De onderzijde heeft witachtige tot bruinachtige aderen en rhizinen. Het thallus is bruingrijs met grijze soralen. Aan het einde van de levenscyclus worden aan het uiteinde van de lobben roodbruine apotheciën gevormd. In dat stadium zijn de soralen meestal afwezig. Verschilt van andere leermossen in de groeiplaats.
Soredieus leermos vertoond de volgende kenmerkende kleurreacties: C+ (rood).

### Microscopische kenmerken
De ascosporen zijn smal langwerpig, naaldvormig, 3–7-septaat en meten 40–75 × 3,5–4,5 µm.

## Verspreiding
Soredieus leermos kent een kosmopolitische verspreiding; het komt voor van het Noordpoolgebied tot Antarctica en komt ook voor in Midden-Europa. In Nederland is het een vrij algemene soort. Het staat niet op de rode lijst en is niet bedreigd.

## Fotogalerij

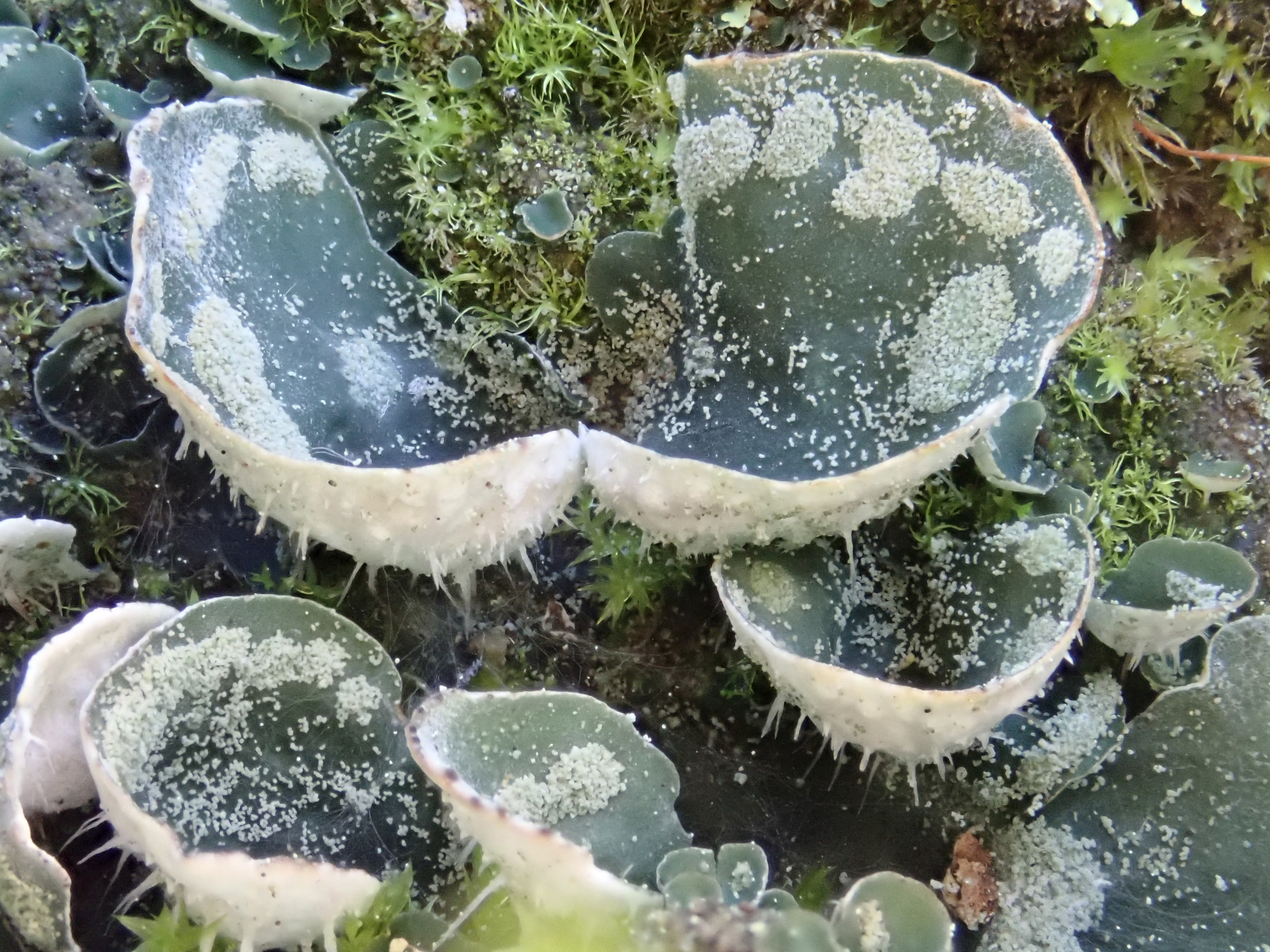
Lobben met wittige soralen
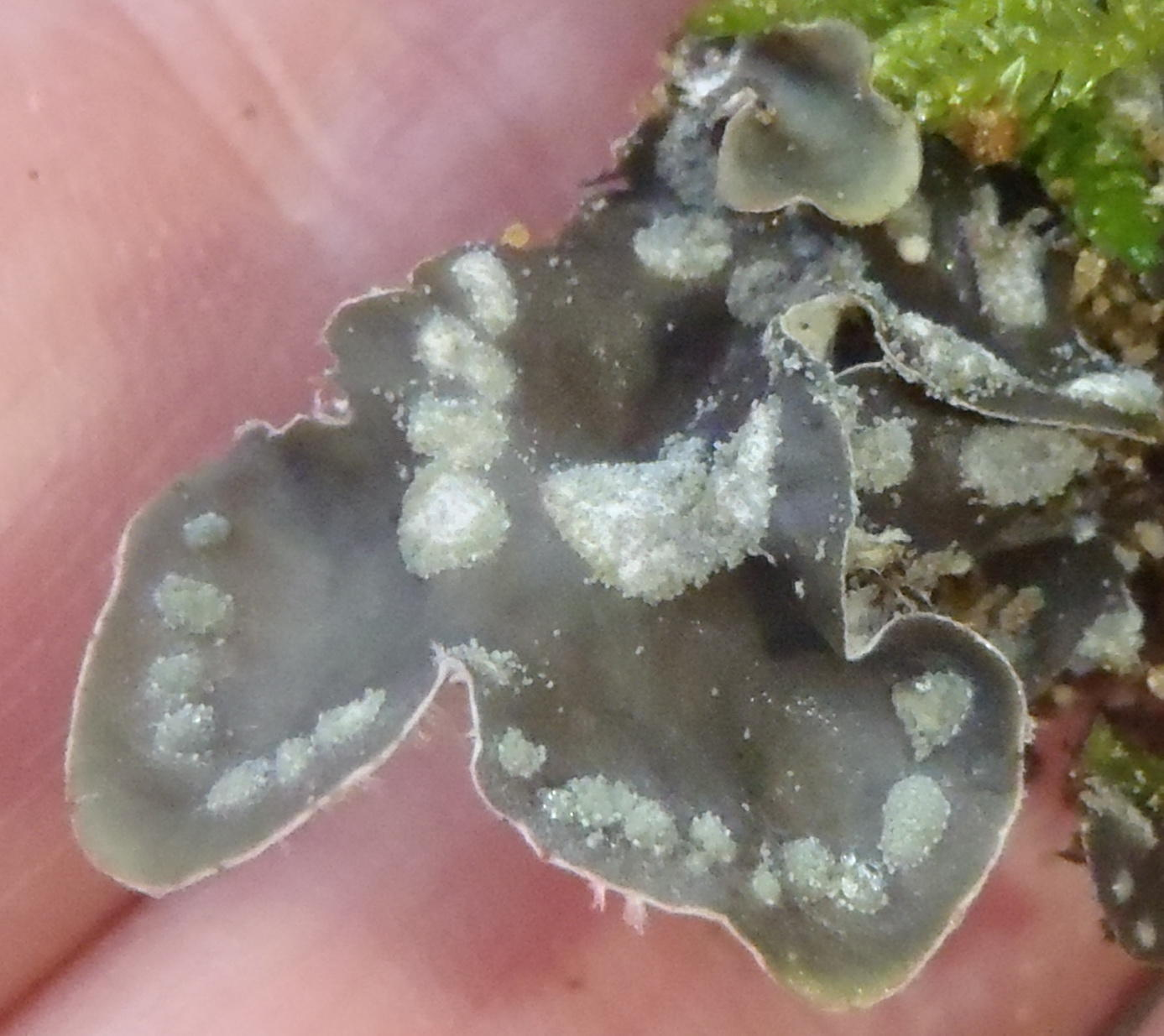
Lobben met wittige soralen
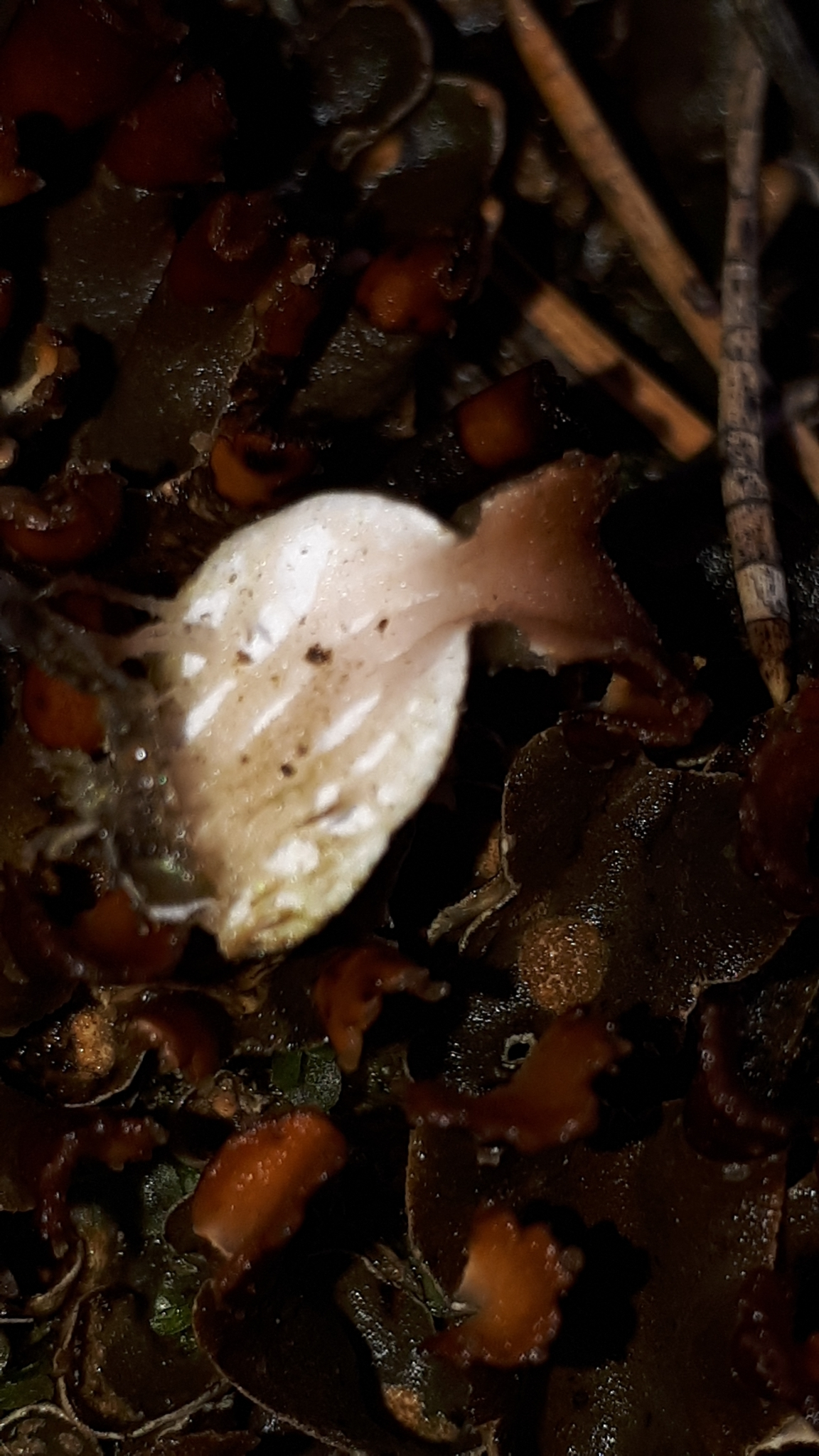
wittige tot bruinige rhizenen